# Barani
Barani är en rörelse inom bland annat gymnastik som består av en volt framåt med en halv skruv. Den kan göras grupperad, pikerad eller sträckt. Det är ett grundläggande hopp inom trampolin, mycket på grund av att det är en relativt enkel volt med skruv där man kan ha en visuell kontakt med området man landar i.
Barani kan läras ut antingen genom att man genomför en komplett frivolt och sen skruvar ett halvt varv, eller att man lär sig en hjulningsliknande manöver där man så småningom drar bort händerna.